# Krotawa
Krotawa (belarussisch Кротава, russisch Кротово Krotobo, polnisch Krotowo) ist ein von etwa 55 Einwohnern besiedelter Ort im Rajon Iwanawa in der Oblast Brest in Belarus.

## Geografie
Der Ort liegt im Südwesten des Landes 7,5 km südwestlich von Paretschtscha (Парэчча) zwischen den Städten Brest und Pinsk auf einer  179 m hohen Anhöhe.

## Geschichte
Im Ersten Weltkrieg wurde die Gegend vom Deutschen Heer besetzt. In der Zwischenkriegszeit lag das Dorf mit einem Gutshof in Polen, in der Woiwodschaft Polesien, im Bezirk Pinsk, in der Gmina Porzecze.

## Bevölkerungsentwicklung
| 1921 | 1999 | 2009 | 2019 |
| ---- | ---- | ---- | ---- |
| 423  | ↘206 | ↘126 | ↘55  |

Im Jahr 1921 hatte das Dorf 423 Einwohner, die in 72 Gebäuden lebten, darunter 411 Weißrussen, 10 Juden und 2 Polen. 411 Einwohner waren orthodox, 10 jüdisch und 2 römisch-katholisch. Der Hof hatte 10 Einwohner, die in 3 Gebäuden lebten, darunter 8 orthodoxe Weißrussen und 2 katholische Polen.
Nach dem Zweiten Weltkrieg lag es innerhalb der Grenzen der Sowjetunion. Seit 1991 ist es im unabhängigen Belarus. Die Bevölkerungszahl sank seitdem auf etwa 55 Einwohner.

## Verkehr

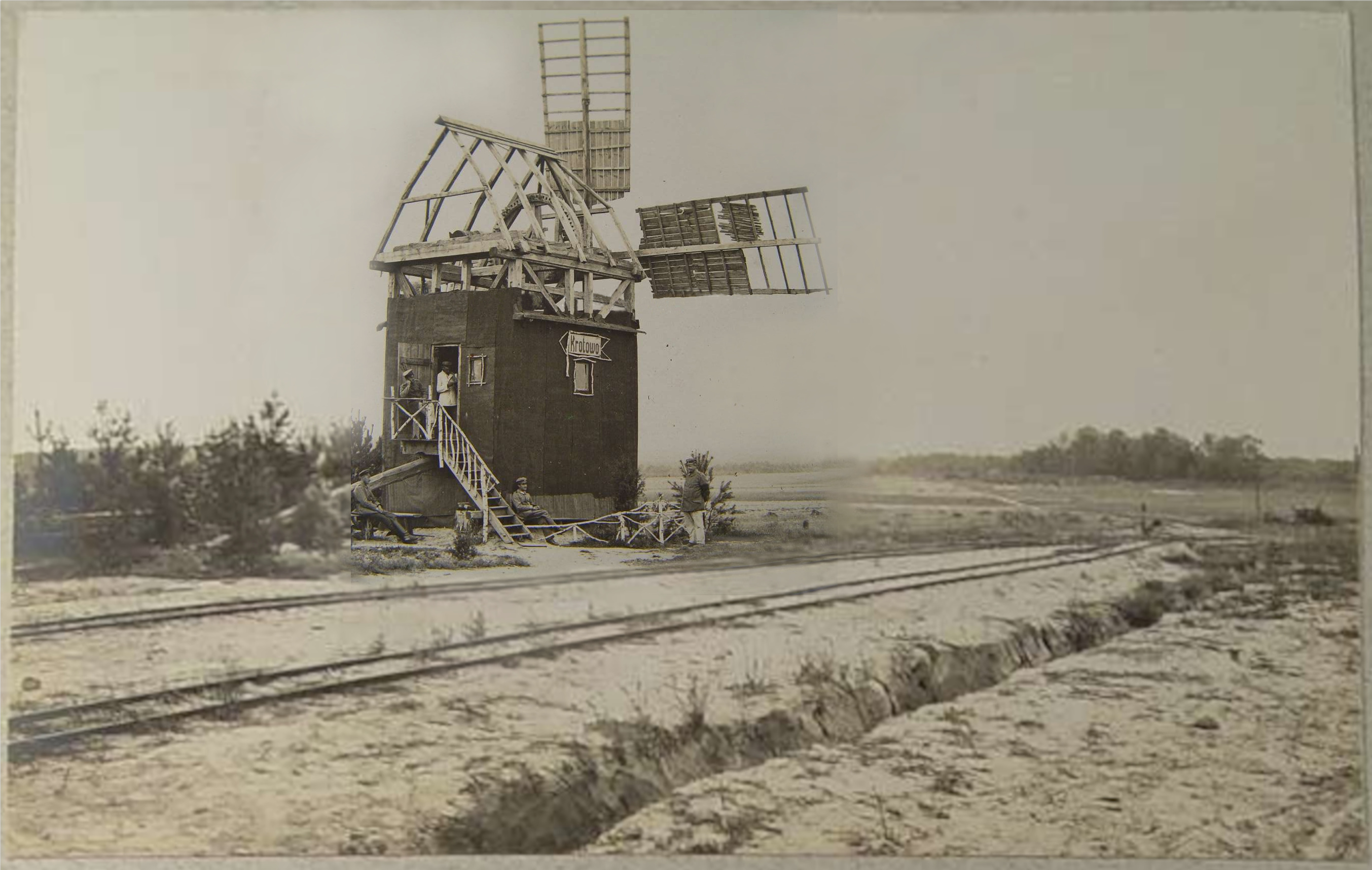
Bahnhof Krotowo der militärischen Feldbahn, um 1916

Im Ersten Weltkrieg verlegte die deutsche  Militäreisenbahndirektion M.E.D. 6 in Brest-Litowsk eine militärische Feldbahn durch den Ort, die als Streckenabschnitt der  Feldbahn Iwacewice–Iwanowo–Kamien-Koczirsk zum Transport von Soldaten, Nachschub und Munition betrieben wurde. Die damals schon baufällige alte Windmühle wurde als behelfsmäßiges Bahnhofsgebäude genutzt.